# 可信计算基
可信计算基（英語：Trusted computing base, TCB）是指为实现计算机系统安全保护的所有安全保护机制的集合，机制可以硬件、固件和软件的形式出现。一旦可信计算机基的某个构件出现程序错误或者安全隐患，就对整个系统的安全造成危害。 
与之相反，如果除可信计算基之外的系统的其他部分出现问题，也只是泄漏了系统安全策略赋予它们的相关权限而已，这些权限一般都是比较低的。
精心设计和实现的系统可信计算基对系统整体安全至关重要。现代操作系统努力降低TCB的大小，使得通过手工或电脑辅助软件审计（software audit）或形式化验证的方法对其代码库彻底的检查成为可能。